# Gianluigi Saccaro
Gianluigi Saccaro (29. prosince 1938 Milán, Itálie – 17. února 2021) byl italský sportovní šermíř, který se specializoval na šerm kordem.
Itálii reprezentoval v padesátých, šedesátých a sedmdesátých letech. Na olympijských hrách startoval v roce 1960, 1964, 1968 a 1972 v soutěži jednotlivců a družstev. V soutěži jednotlivců získal na olympijských hrách 1968 bronzovou olympijskou medaili. S italským družstvem kordistů vybojoval na olympijských hrách 1960 zlatou olympijskou medaili a v roce 1964 stříbrnou olympijskou medaili. S družstvem získal v letech 1957 a 1958 titul mistra světa.